# Guadalupe de Juárez
Guadalupe de Juárez es una hacienda del municipio de Navojoa, ubicada en el sur del estado mexicano de Sonora. Según los datos del Censo de Población y Vivienda realizado en 2010 por el Instituto Nacional de Estadística y Geografía (INEGI), Guadalupe de Juárez tiene un total de 1,595 habitantes.

## Geografía
Guadalupe de Juárez se sitúa en las coordenadas geográficas 27°21'39" de latitud norte y 109°43'23" de longitud oeste del meridiano de Greenwich, a una elevación de 80 metros sobre el nivel del mar.